# Balichão

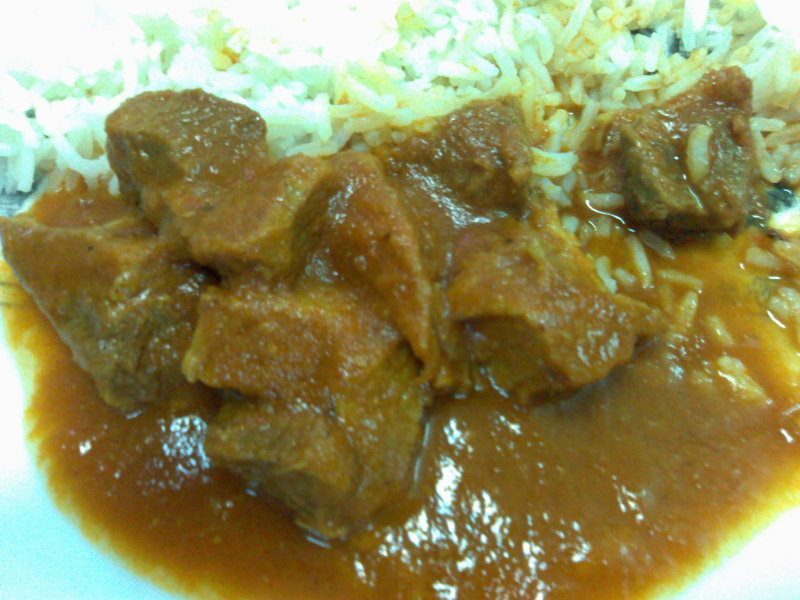
Balchão de porco, preparado com balichão.

O balichão é um molho típico da culinária de Macau.
É confeccionado com camarão, aguardente, sal, pimenta, louro e malaguetas, entre outros ingredientes possíveis. Quando é bem preparado, o molho balichão pode conservar-se durante meses, em local fresco.

## Etimologia
Embora haja autores que defendam que a origem do substantivo «balichão» provenha de uma corruptela do substantivo português «baleia», a tese dominante entre os linguistas portugueses é que o étimo provirá mais certamente do malaio «balachan», que por sua vez também designa uma pasta de camarão própria do Sudeste asiático, que terá sido trazida pelos portugueses para Macau e ulteriormente adaptada. 

## Papel culinário
Este molho de camarões é utilizado no tempero do balchão, prato goês, cujo nome deriva de «balichão».
O balichão também é utilizado na preparação da sopa de lacassá, no amargoso de lorcha e no sambal, entre outros pratos típicos da culinária macaense.

### Substitutos culinários
Dada as dificuldades em obter balichão de boa qualidade, hoje em dia, há chefes de cozinha que propõem a sua substituição pelo balachan malaio, por sinal, mais fácil de encontrar e um sucedâneo culinário mais próximo do balichão.
À míngua deste, há outros molhos de marisco e peixes do sudoeste asiático que podem servir de sucedâneo, como o nuoc mam vietnamita ou o nam pla tailandês, uma vez que são capazes de reproduzir o odor adequadamente, embora já se afastem um pouco do sabor desejado, devendo por isso usar-se mais parcimoniosamente e em pratos em que o aroma seja de maior importância.